# 克孜勒奥巴
克孜勒奥巴，是哈薩克斯坦的城鎮，位於該國西部西哈薩克斯坦州，由然加拉區負責管轄，面積約為125平方公里，2009年人口1,646。